# Heliconius paraensis
Heliconius paraensis är en fjärilsart som beskrevs av Riffarth 1900. Heliconius paraensis ingår i släktet Heliconius och familjen praktfjärilar. Inga underarter finns listade i Catalogue of Life.